# Capasa subrufa
Capasa subrufa là một loài bướm đêm trong họ Geometridae.